# Cetánszám
A dízelolajokkal szemben támasztott égési követelmények pontosan ellentétesek azzal, mint ami az Otto-motorok üzemanyagára vonatkozik. Itt ugyanis nincs szikragyújtás, és az a követelmény, hogy a komprimált levegőbe befecskendezett gázolaj minél gyorsabban elégjen, tehát a termikus instabilitás az előnyös tulajdonság. Az öngyulladás empirikus mértéke a cetánszám (a cetán az n-hexadekán, azaz a 16 szénatomos normál-paraffin triviális neve). A cetán öngyulladási tulajdonságai a legkedvezőbbek, ez jelenti a skála 100-as értékét, míg a zéruspontnak a csekély öngyulladási hajlamú α-metil-naftalint választották. A cetánszám tehát azt mutatja meg, hogy az adott dízelolaj öngyulladó-képessége hány százalék cetán–alfa-metil-naftalin elegy öngyulladó-képességének felel meg, szabványos vizsgálati körülmények mellett. A cetánszám meghatározására próbamotorok szolgálnak. Érdemes utalni arra, hogy a közvetlen lepárlással kapott gázolaj cetánszáma (kb. 50-60) megfelel az elvárásoknak.
Ma már kényelmi okokból alsó referenciaként az α-metil-naftalin helyett a 15-ös cetánszámú izocetánt használják.
A cetán név a görög kétosz (κήτος: cet) szóból származik.